# امیل هسکی
امیل هسکی (به انگلیسی: Emile Heskey) زادهٔ ۱۱ ژانویه ۱۹۷۸ بازیکن سابق فوتبال اهل انگلستان است که سابقهٔ بازی در تیم ملی فوتبال انگلستان را در کارنامهٔ خود دارد. وی در تاریخ ۲۸ آوریل ۱۹۹۹ نخستین بازی ملی خود را در مقابل تیم ملی فوتبال مجارستان انجام داد و با حضور در ۶۲ بازی ملی، در تاریخ ۲۷ ژوئن ۲۰۱۰ واپسین بازی ملی‌اش را در برابر تیم ملی فوتبال آلمان برگزار کرد.
این بازیکن توانسته در بازی‌های ملی، ۷ گل به ثمر برساند.